# ヤン・ベルジン (外交官)
ヤン・アントノヴィチ・ベルジン（ベルジニ）（ロシア語: Ян Антонович Берзин (Берзинь)、1881年10月11日 - 1938年8月29日〈1938年8月25日、1941年3月12日とも〉）、民族名ヤーニス・ベールジンシュ（ラトビア語: Jānis Bērziņš）は、ラトビアの革命家・ソビエト連邦の外交官。本姓はベルジニシュ（ベールジンシュ）＝ジエメリス (Берзиньш-Зиемелис, Bērziņš-Ziemelis) であり、その他にパーヴェル・ヴァシリエヴィチ (Павел Васильевич)、パヴロフスキー (Павловский)、ヴィンテル (Винтер)、 パヴロフ (Павлов)、ゼメリス (Земельс / Земелис) など多数の党名を持つ。

## 生涯

### 前半生
1881年10月11日（ユリウス暦9月29日）、ロシア帝国リフリャント県ツィルステン (lv) 郷の中流農家に生まれた。1901年にリガの教職神学校を卒業して教師として働いていたが、1902年にラトビア社会民主労働党に入党し、翌1903年春に逮捕された。両親の尽力によってほどなく釈放されたが、1904年夏には再逮捕されてオロネツ県へと追放された。しかし翌1905年には脱走し、一時期のベルリンへの逃亡を経て、ロシア第一革命期にはバルト地域で宣伝活動に従事。同年12月にはヴァルカでのストライキを主導し逮捕されている。アレクサンドル・チュルパとの知遇を得て1906年にロシア社会民主労働党に入党し、翌1907年には釈放されて第5回党大会にも出席した。

### 各国での活動
同年まで党サンクトペテルブルク委員会書記に就いたが、党軍事組織が大打撃を受けたため1908年には国外へ脱出し、フィンランド・デンマーク・スイス・フランス・ベルギー・イギリス・アメリカ合衆国など各国で暮らした。1910年1月から翌1911年まではロシア社会民主労働党（ラトビア人地方社会民主主義）中央委国外局員を務めた。その他、1917年まで「ラトビア人地方社会民主主義」中央委国外グループ員・同党国外委書記・『ビレテン』紙編集者・『ツィナ』紙編集委員を歴任した。1915年にはツィンマーヴァルト会議に参加し、ツィンマーヴァルト左派 (ru) の結成に関わっている。1916年から翌1917年にかけてはボストンでラトビア語の社会民主主義新聞『ストラードニエクス』を、ニューヨークでロシア語の国際主義左派新聞『ノーヴィー・ミール』を編集した。
1917年にロシアへ帰還し、「ラトビア社会民主主義」中央委員へ就任。ボリシェヴィキ第6回大会において党中央委員に選出され、8月16日（ユリウス暦3日）から翌1918年3月6日まで在任。次いで第7回大会では中央委員候補に選出され、同月8日から翌1919年3月19日までこれを務めている。第2回全ロシア・ソビエト大会において、全ロシア中央執行委メンバーに選出。4月5日から11月までは駐スイス・ロシア社会主義連邦ソビエト共和国大使を務めたが、やがて宣伝および政府転覆の罪で国外追放を受けた。12月4日から翌1920年1月13日まではラトビア社会主義ソビエト共和国社会保障・教育会議議長に就いた。
1919年3月から1920年7月まではコミンテルン執行委員、1919年6月から1920年6月までは執行委書記、1920年8月から翌1921年6月までは執行委員候補に就いた。2月12日から（正式には20日から）6月24日までは駐フィンランド・ロシア共和国大使を務め、タルトゥ条約締結へ向けた外交団を指揮している。7月から1924年までは駐英・ソビエト連邦外交副代表、同年から翌1925年6月までは駐英大使顧問、同月19日から（正式には9月11日から）1927年9月7日までは駐オーストリア大使を務めている。

### ウクライナと中央での活動
1927年6月からはウクライナ社会主義ソビエト共和国人民委員会議附属連邦外務人民委員部 (ru) 代表となったが、健康上の問題および本人の希望によって、1929年9月には連邦中央執行委外交文書公表委副議長および『ソビエト大百科事典』副編集長へ異動となった。1927年11月29日から1930年6月5日まではウクライナ共産党中央委員 (uk)、同月15日から1934年1月18日までは中央委員候補でもあった。1932年6月には全ロシア中央執行委および連邦中央執行委附属中央アーカイブ部 (ru) 部長へ就任し、指導者としてベルジンは、それまでの中央アーカイブが「政治的に無能で矛盾した者たち」によって牛耳られていたと非難した。ベルジンの監督下で、中央アーカイブには「警備強化」・合理化と情報公開の制限が行われた。
ベルジンは党史と国際労働運動史に関する著作や、その他政治・文化・芸術など幅広い分野での評論をラトビア語で物し、中央アーカイブ部機関誌『クラスヌィー・アルヒーフ』(ru) の編集者を務めもした。しかし、1937年9月7日には病気を理由として中央アーカイブ監督を解雇された。12月24日には「中央アーカイブ部スパイ事件」に関与した容疑で逮捕され、翌1938年8月29日（または25日）にモスクワで銃殺された（別の情報源では、1941年3月12日に獄死した）。その後、ベルジンは1956年に名誉回復がなされた。